# 35461 Mazzucato
35461 Mazzucato è un asteroide della fascia principale. Scoperto nel 1998, presenta un'orbita caratterizzata da un semiasse maggiore pari a 2,4602262 au e da un'eccentricità di 0,0989895, inclinata di 5,43478° rispetto all'eclittica.
L'asteroide è dedicato all'astrofilo italiano Michele Mazzucato.